# Midden-Saksisch voetbalkampioenschap 1932/33
In 1932/33 werd het 28ste voetbalkampioenschap van Midden-Saksen gespeeld, dat georganiseerd werd door de Midden-Duitse voetbalbond. PSV Chemnitz werd kampioen en plaatste zich voor de Midden-Duitse eindronde. De club versloeg SpVgg 06 Falkenstein, Erfurter SC 1895 en Wacker Leipzig. In de finale verloor de club van Dresdner SC.
Als vicekampioen plaatste de club zich voor de eindronde om de landstitel, waar de club in de eerste ronde verslagen werd door FSV Frankfurt met 6:1.
Na dit seizoen kwam de Nationaalsocialistische Duitse Arbeiderspartij aan de macht en werd de competitie grondig geherstructureerd. De overkoepelende voetbalbonden werden afgeschaft en ruimden plaats voor 16 Gauliga's. De clubs uit Midden-Saksen gingen in de nieuwe Gauliga Sachsen spelen, waarvoor de top twee zich plaatste. De clubs kwamen nu in één sterke competitie met de grote clubs uit Noordwest-Saksen en Oost-Saksen. PSV Chemnitz zou twee keer kampioen worden net als BC Hartha dat in dit seizoen nog op de laatste plaats eindigde.
De overige clubs gingen in de nieuwe Bezirksklasse Chemnitz spelen die nu als een van de vier tweede klassen fungeerde onder de Gauliga. 

## Gauliga
| Plaats | Club                      | Wed. | W  | G | V  | Saldo | Ptn.  |
| ------ | ------------------------- | ---- | -- | - | -- | ----- | ----- |
| 1.     | PSV 1921 Chemnitz         | 18   | 14 | 1 | 3  | 96:42 | 29:7  |
| 2.     | Chemnitzer BC 99          | 18   | 11 | 3 | 4  | 55:39 | 25:11 |
| 3.     | Limbacher SC 1909         | 18   | 8  | 6 | 4  | 58:53 | 22:14 |
| 4.     | SV Sturm 04 Chemnitz      | 18   | 7  | 5 | 6  | 45:32 | 19:17 |
| 5.     | Sportfreunde 1913 Harthau | 18   | 7  | 3 | 8  | 54:60 | 17:19 |
| 6.     | SC National 1900 Chemnitz | 18   | 6  | 4 | 8  | 41:43 | 16:20 |
| 7.     | SV Teutonia 1901 Chemnitz | 18   | 6  | 3 | 9  | 45:50 | 15:21 |
| 8.     | FC Preußen Chemnitz       | 18   | 5  | 4 | 9  | 40:56 | 14:22 |
| 9.     | VfB 01 Chemnitz           | 18   | 4  | 4 | 10 | 38:61 | 12:24 |
| 10.    | BC Hartha                 | 18   | 4  | 3 | 11 | 42:78 | 11:25 |

|  | Kampioen, geplaatst voor Midden-Duitse eindronde en Gauliga Sachsen 1933/34 |
|  | Geplaatst voor Gauliga Sachsen 1933/34                                      |
|  | Degradatie                                                                  |

## 1. Klasse

### Groep A
| Plaats | Club                       | Wed. | W  | G | V  | Saldo | Ptn.  |
| ------ | -------------------------- | ---- | -- | - | -- | ----- | ----- |
| 1.     | SVgg Olbernhau             | 18   | 14 | 1 | 3  | 76:28 | 29:07 |
| 2.     | Oederaner SC               | 18   | 11 | 4 | 3  | 75:39 | 26:10 |
| 3.     | FC Viktoria 1903 Einsiedel | 18   | 12 | 2 | 4  | 62:33 | 26:10 |
| 4.     | Wacker-Germania Chemnitz   | 18   | 7  | 4 | 7  | 60:46 | 18:18 |
| 5.     | Post SV Chemnitz           | 18   | 8  | 2 | 8  | 48:43 | 18:18 |
| 6.     | Grünhainicher BC           | 18   | 7  | 4 | 7  | 46:53 | 18:18 |
| 7.     | 1. FC Zschopau             | 18   | 8  | 2 | 8  | 56:77 | 18:18 |
| 8.     | VfL Reichsbahn Chemnitz    | 18   | 5  | 1 | 12 | 44:56 | 11:25 |
| 9.     | BVgg Eppendorf             | 18   | 4  | 2 | 12 | 34:71 | 10:26 |
| 10.    | BC Deutsch Neudorf         | 18   | 2  | 2 | 14 | 23:78 | 06:30 |

|  | Deelname eindronde |

### Groep B
| Plaats | Club                       | Wed. | W  | G | V  | Saldo  | Ptn.  |
| ------ | -------------------------- | ---- | -- | - | -- | ------ | ----- |
| 1.     | FC Roßwein 1901            | 18   | 17 | 0 | 1  | 100:33 | 34:02 |
| 2.     | Döbelner SC                | 18   | 15 | 0 | 3  | 77:36  | 30:06 |
| 3.     | SV Germania Mittweida 1897 | 18   | 9  | 2 | 7  | 61:46  | 20:16 |
| 4.     | SpVgg Waldheim             | 18   | 6  | 3 | 8  | 63:33  | 17:19 |
| 5.     | Merkur Frankenberg         | 18   | 6  | 3 | 8  | 47:44  | 17:19 |
| 6.     | Mittweidaer FC 1899        | 18   | 6  | 3 | 8  | 37:38  | 17:19 |
| 7.     | VfB Rochlitz               | 18   | 5  | 3 | 9  | 50:56  | 15:21 |
| 8.     | VfB Leisnig                | 18   | 6  | 1 | 10 | 34:52  | 15:21 |
| 9.     | FC Geringswalde            | 18   | 5  | 3 | 10 | 34:57  | 13:23 |
| 10.    | VfB Döbeln                 | 18   | 1  | 0 | 17 | 25:113 | 02:34 |

### Groep C
| Plaats | Club                     | Wed. | W  | G | V  | Saldo | Ptn.  |
| ------ | ------------------------ | ---- | -- | - | -- | ----- | ----- |
| 1.     | Hartmannsdorfer SV       | 16   | 13 | 0 | 3  | 99:36 | 26:06 |
| 2.     | VfK Hohenstein-Ernstthal | 16   | 9  | 3 | 4  | 61:37 | 21:11 |
| 3.     | VfB Oberfrohna           | 16   | 9  | 2 | 5  | 58:39 | 20:12 |
| 4.     | SV Grüna                 | 16   | 10 | 0 | 6  | 57:40 | 20:12 |
| 5.     | SC Lugau                 | 16   | 8  | 2 | 6  | 57:51 | 18:14 |
| 6.     | BC Oelsnitz              | 16   | 8  | 1 | 7  | 49:44 | 17:15 |
| 7.     | Sturm Stollberg          | 16   | 5  | 2 | 9  | 49:57 | 12:20 |
| 8.     | SpVgg Hohndorf           | 16   | 3  | 3 | 10 | 34:81 | 09:23 |
| 9.     | VfB Neu-Oelsnnitz        | 16   | 0  | 1 | 15 | 15:94 | 01:31 |

|  | Deelname eindronde |

### Eindronde
| Plaats | Club               | Wed. | W | G | V | Saldo | Ptn.  |
| ------ | ------------------ | ---- | - | - | - | ----- | ----- |
| 1.     | FC Roßwein 1901    | 2    | 2 | 0 | 0 | 09:01 | 04    |
| 2.     | SVgg Olbernhau     | 2    | 0 | 1 | 1 | 02:04 | 01:03 |
| 3.     | Hartmannsdorfer SV | 2    | 0 | 1 | 1 | 01:07 | 01:03 |

|  | Kampioen |